# Uh, mammà!
Uh, mammà! è il secondo album del cantautore italiano Mimmo Cavallo, pubblicato dall'etichetta discografica CGD nel 1981.
L'album, disponibile su long playing e musicassetta, è prodotto da Antonio Coggio. I brani sono interamente composti dall'interprete, mentre gli arrangiamenti sono curati da Luciano Ciccaglioni.
Dal disco viene tratto il singolo Uh, mammà!/Anna Anna mia.

## Tracce

### Lato A
1. Uh, mammà!
2. Notte a Roma
3. Con chi sta?
4. Urlalauroraurla

### Lato B
1. Sono nato medio
2. D.J.
3. Anna Anna mia
4. Come On America
5. Così vuole Dio

## Formazione
- Mimmo Cavallo – voce
- Toto Torquati – pianoforte
- Dino Kappa – basso
- Massimo Buzzi – batteria, percussioni
- Luciano Ciccaglioni – chitarra, basso, percussioni
- Alessandro Centofanti – tastiera
- Wilfred Copello – percussioni
- Mike Fraser – pianoforte, Fender Rhodes
- Antonio Coggio – tastiera, fisarmonica
- Fabio Pignatelli – basso
- Agostino Marangolo – batteria
- Valerio Galavotti – sassofono baritono, sax alto, flauto
- Fiorella Mannoia – cori